# Lo Balessar
Lo Balessar és un paratge del terme municipal de Conca de Dalt, a l'antic terme de Toralla i Serradell, al Pallars Jussà, en territori del poble de Toralla.
Està situat al sud-oest del poble de Toralla, a la dreta de la llaueta de Font d'Ou i a l'esquerra de la llaueta del Canemàs. És al nord de la partida d'Escauberes, al nord-est de la Font d'Ou, al nord-oest de lo Seixet i al sud-oest de la Llacuna.